# لقاء تايبر
لقاء تايبر ((ردمك 0-340-62451-5)) هي رواية خيال علمي كتبها رائد الفضاء السابق باز ألدرين وكاتب الخيال العلمي جون بارنز عام 1996. استخدم عنوان الرواية على أغلفة الإصدارات البريطانية السابقة حيث كان العنوان مواجهة تايبر.

## ملخص الرواية
هنالك دليل على أن هناك كائن فضائي ذكي زار الأرض منذ زمن طويل وترك موسوعة من المعرفة المتراكمة عن ثقافتهم.ومن وجهة نظر المؤرخ البشري تخبرنا القصة عن مركبة فضائية في طريقها إلى رجل القنطور/ الفا سنتوري Alpha Centauri (نجم تسكن فيه الكائنات الفضائية) اللذين استخدمو الوقت في نقل وترجمة كتابين عن الكائنات الفضائية وكتابة تاريخ حول كيفية اكتساب الإنسان للمعرفة والوصول إلى الكائنات الفضائية.
منذ 9000 عام، كان مجتمع الكائنات الفضائية في نظام الفا سنتوري مهددًا بالقصف الكوني. حيث كان أملهم الوحيد في البقاء هو استكشاف واستعمار الفضاء القريب. في القرن الحادي والعشرين، تسائل رواد الفضاء من كانَ أولئك؟ بعد أن وجدوا قطع أثرية خلفتها هذه الحضارة
الراوية هي مؤرخه، وقد كانت جزء من نظام ألفا سنتوري Alpha Centauri النظام المنزلي للكائنات الفضائية. وبما أن جميع أعضاء الطاقم كانوا مطالبين بإحضار عدة مشاريع للعمل فيها وبسبب طبيعة المهمة التي استمرت لعقود، فإن المؤرخة تقضي وقتها في كتابة السيّر الذاتية للعديد من افراد العائلة الذين كانوا يشاركون بشكل وثيق في الحصول على مستودع لمعارف الكائنات الفضائية. كمشروع آخر قامت بترجمة اثنين من السير الذاتية من قبل للكائنات الفضائية التي زارت النظام الشمسي قبل 9000 سنة.

## الروابط الخارجية
- ُلقاء تايبر عنوان مُدرج في قاعدة بيانات الخيال التأملي على الإنترنت
- Audio review at The Science Fiction Book Review Podcast
- Review
- Review